# Hendersonville (Tennessee)
Pour les articles homonymes, voir Hendersonville.
Hendersonville est une ville du comté de Sumner, dans le Tennessee. Au moment du recensement de 2000, elle comptait 40 620 habitants.

## Personnalités liées à la commune
- Roy Orbison, dit « Big O » : en 1968, sa maison a été détruite dans un incendie causant la mort de deux de ses fils.